# Surfe de peito

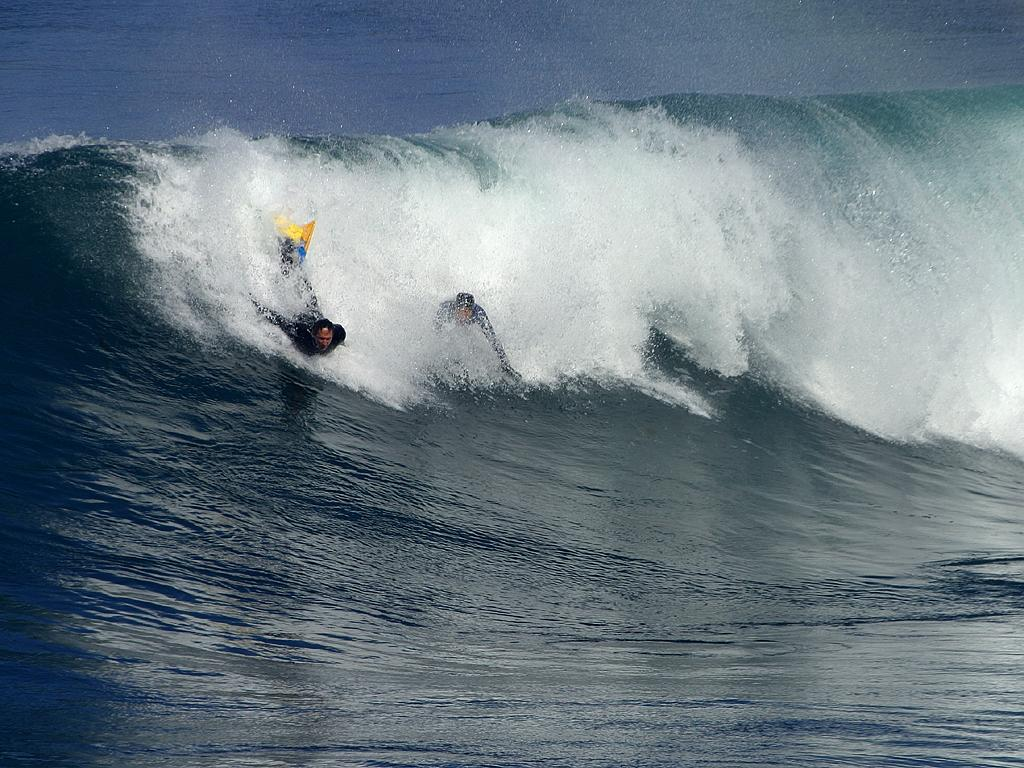
Surfe de peito em La Jolla, California

O surfe de peito ou Bodysurf é considerado a mais pura forma de surfe e talvez a primeira de todas, dado que sua prática prescinde de qualquer suporte material, bastando um corpo e uma onda.
Por não utilizar pranchas, se diferencia de outras formas de surfe, como o Pae'po board (surfe deitado em uma prancha) feita de madeira, menor que a de surfe, de forma sem padrão definido, com ou sem quilhas e que deu origem ao bodyboard (surfe deitado em uma prancha) e ao handboard (que se vale de uma ou duas pequenas pranchas - ou palmares, para cada mão), kneeboard (surfe ajoelhado) entre outras modalidades. 
Pode ser tanto uma modalidade esportiva, quanto uma atividade de lazer.
Como modalidade esportiva, é permitido o uso de nadadeiras (pés-de-pato) nos campeonatos, que anualmente são realizados em diversos países como França, Austrália, EUA (Nova Iorque, Havaí e Califórnia), México, Marrocos, Chile, Peru e Brasil.
Como lazer, é praticado em milhares de praias e, no Brasil, é popularmente conhecido como "jacaré".
O surfe de peito é produto da observação do homem e do respeito aos animais, seja no ata da caça ou mesmo do divertimento destes como os golfinhos, orcas e baleias, tubarões e pinguins, lontras, focas, leões marinhos, jacarés e crocodilos, gaivotas, águias e falcões pescadores nas praias, foz, deltas e sistemas lacunares pelo mundo afora.
A grande alavancada do surfe de peito no Brasil, se deu com a evolução do surfe de prancha também, pois
em cada manobra nova do surfe de prancha, o surfe de peito acompanhava. No início, os bodysurfers simplesmente despencavam nas grandes ondas, depois, com a evolução, foram surgindo manobras como o tubo, parafusos e estilos diferenciados. 
Em 2017 foi aprovado um projeto de lei que torna o surfe de peito patrimônio imaterial cultural do estado do Rio de Janeiro.
Hoje o Surfe de Peito é praticado em todos os continentes, difundidos em SurfClub, associações locais pelo mundo.